# Świadkowie Jehowy w Boliwii

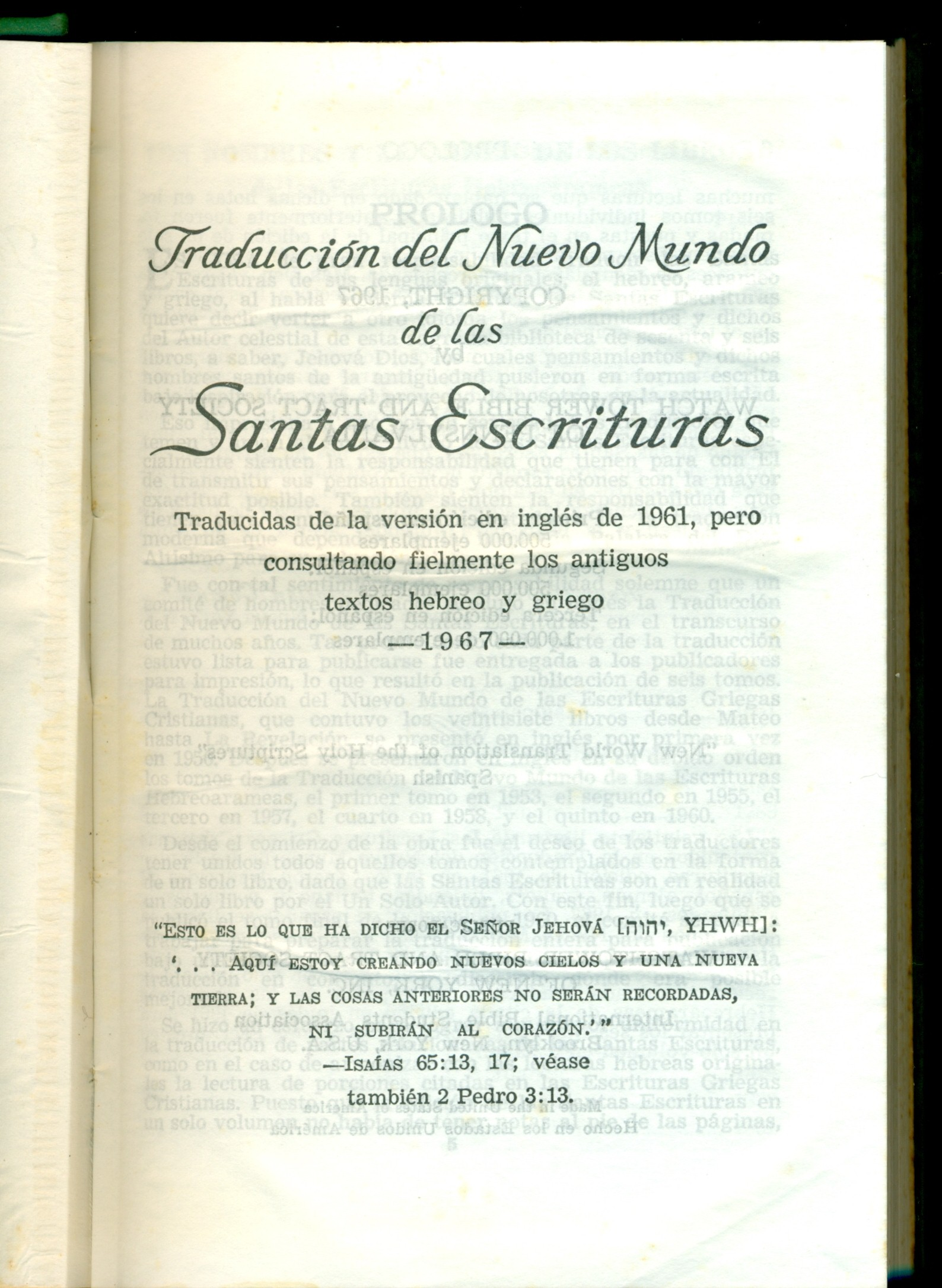
Pismo Święte w Przekładzie Nowego Świata (wyd. hiszpańskojęzyczne z 1967 r.)

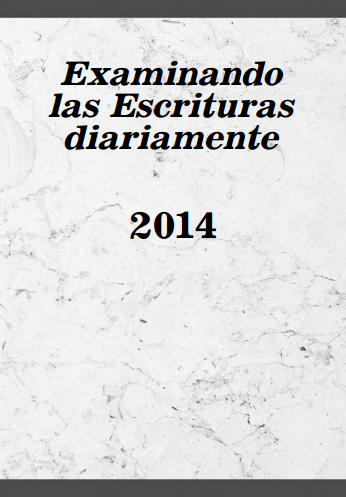
Jedna z publikacji Świadków Jehowy w języku hiszpańskim

Świadkowie Jehowy w Boliwii – społeczność wyznaniowa w Boliwii, należąca do ogólnoświatowej wspólnoty Świadków Jehowy, licząca w 2023 roku 29 440 głosicieli, należących do 452 zborów. Na dorocznej uroczystości Wieczerzy Pańskiej w 2023 roku zgromadziły się 79 933 osoby. Działalność miejscowych głosicieli koordynuje kolumbijskie Biuro Oddziału. Biuro Krajowe znajduje się w Santa Cruz. Sala Zgromadzeń znajduje się również w Santa Cruz, gdzie mieści się też jeden z 17 ośrodków szkoleń biblijnych na świecie.

## Historia

### Początki
W 1924 roku kanadyjski Badacz Pisma Świętego George Young udał się do Boliwii, aby tam rozpowszechniać publikacje religijne. W roku 1932 rozpowszechniono ponad 20 000 egzemplarzy broszury Królestwo Boże – nadzieja świata. W następnych latach działalność podejmowali pionierzy z Chile.

### Rozwój działalności
25 października 1945 roku do Boliwii przybyli pierwsi misjonarze, absolwenci trzeciej klasy Szkoły Gilead – Edward Michalec i Harold Morris, a wkrótce dołączyło do nich czworo kolejnych. Misjonarze Michalec i Morris poza La Paz prowadzili działalność głoszenia w miastach Oruro i Cochabamba oraz rozpoczęli działalność w miastach Chulumani i Irupana. We wrześniu 1946 roku otwarto Biuro Oddziału w La Paz, którego nadzorcą do roku 1957 został Edward Michalec, oraz dom misjonarski, w którym organizowano zebrania. W roku 1946 powstał pierwszy zbór w La Paz, w listopadzie 1947 roku w Oruro, a zbór w Cochabamba w styczniu 1948 roku. W tym samym roku na dorocznej uroczystości Wieczerzy Pańskiej w całym kraju obecnych było 70 osób. W latach 1947 i 1948 do kraju skierowano kolejnych 10 misjonarzy. Domy misjonarskie działały w La Paz, Oruro i Cochabamba. W roku 1949 w Boliwii usługiwało 14 misjonarzy.
W roku 1947 w całym kraju działało 16 głosicieli, w roku 1948 – 48, a w roku 1951 – 100. Dziesięć lat później w Boliwii zanotowano liczbę 500 głosicieli.
W marcu 1949 roku pierwszą wizytę w Boliwii złożyli Nathan Homer Knorr i Milton George Henschel. W czasie specjalnego zgromadzenia z tej okazji w La Paz zgromadziło się 56 osób, a 3 osoby zostały ochrzczone. W tym samym roku w Oruro zorganizowano pierwsze zgromadzenie obwodowe.
W latach 50. i 60. XX wieku kilka misjonarek zainicjowało działalność w odizolowanych miejscowościach boliwijskich, w których wkrótce powstały zbory. Działalność zapoczątkowano również wśród mieszkańców posługujących się językiem ajmara i keczua. Pod koniec 1956 roku na projekcjach filmów „Społeczeństwo Nowego Świata w działaniu” oraz „Szczęśliwe Społeczeństwo Nowego Świata” było obecnych ogółem 14 779 widzów.
W roku 1966 w kraju działało 562 głosicieli. W styczniu 1967 roku w stolicy odbył się kongres międzynarodowy pod hasłem „Synowie Boży – synami wolności” z udziałem 1150 obecnych, a 66 osób zostało ochrzczonych. Wśród 82 delegatów zagranicznych, obecni byli N.H. Knorr i M.G. Henschel. Na kongresie tym obecni otrzymali 1500 egzemplarzy „Pisma Świętego w Przekładzie Nowego Świata” w języku hiszpańskim.
W październiku 1967 roku w La Paz otwarto nowy dom misjonarski dla 14 misjonarzy, dział ekspedycji i Salę Królestwa.
W 1968 roku otwarto nowe Biuro Oddziału w Santa Cruz, w kraju działało wówczas 714 głosicieli. W 1970 roku przekroczono liczbę 1000 głosicieli. W styczniu 1970 roku w Cochabamba odbył się kongres ogólnokrajowy pod hasłem „Pokój na ziemi”, podczas którego po raz pierwszy program tłumaczono na język keczua (odmiana boliwijska) i ajmara. W 1971 roku w El Alto odbyło się pierwsze zgromadzenie w języku ajmara, na którym było obecnych 380 osób.
W styczniu 1974 roku w La Paz odbył się kongres międzynarodowy pod hasłem „Boskie zwycięstwo”, na którym obecne były 6324 osoby, w tym 177 delegatów zagranicznych, a 299 osób zostało ochrzczonych. W tym samym roku w Teatro al Aire Libre w Laz Paz przemówienie wygłosił Frederick William Franz. W 1974 roku pionierzy specjalni brali udział w specjalnej czteromiesięcznej kampanii w 20 prowincjach. W styczniu 1979 roku w stolicy odbył się kongres międzynarodowy pod hasłem „Zwycięska wiara”.
W roku 1980 zanotowano liczbę 2459 głosicieli. W roku 1987 osiągnięto liczbę 5000 głosicieli, a w 1994 – 10 000. W latach 80. XX w. wybudowano 12 nowych Sal Królestwa.
W 1992 roku w 10 miastach zorganizowano kongres pod hasłem „Lud miłujący wolność”, na których obecnych było 19 010 osób, a 602 zostało ochrzczonych. 20 marca 1999 roku w Santa Cruz otwarto nowe Biuro Oddziału wraz z nowym domem misjonarskim i Salą Zgromadzeń. W tym samym roku liczba głosicieli wyniosła ponad 15 tysięcy.
W lipcu 2000 roku 140 niemieckojęzycznych Świadków Jehowy z Austrii, Niemiec i Szwajcarii przeprowadziło się do Boliwii, aby w odizolowanych koloniach rolnych podjąć działalność kaznodziejską wśród mówiących po niemiecku mennonitów i wkrótce powstał tam niemieckojęzyczny zbór. W 2009 roku przekroczono w Boliwii liczbę 20 tysięcy głosicieli. W 2012 roku delegacja z Boliwii uczestniczyła w kongresie specjalnym pod hasłem „Strzeż swego serca!”, który się odbył w brazylijskim Rio de Janeiro. W 2015 roku po raz pierwszy zorganizowano specjalną kampanię ewangelizacyjną na terenach odizolowanych. W 2017 roku w takiej kampanii uczestniczyło ponad 300 grup zmotoryzowanych. Zaczęto wynajmować łodzie, by dotrzeć na tereny, do których nie prowadzą żadne drogi Zakupiono też łódź, aby regularnie odwiedzać takie miejsca, nazwano ją „Posłaniec Królestwa” („Mensajero del Reino”). W działalności tej bierze udział przeszło 200 pionierów.
Na początku 2017 roku ogłoszono w Boliwii wydanie tłumaczenia „Chrześcijańskich Pism Greckich w Przekładzie Nowego Świata” (Nowego Testamentu) w dwóch miejscowych językach – keczua i ajmara. W dniach od 27 do 29 października 2017 roku w mieście Cochabamba na terenie kompleksu pawilonów wystawowych (Fundación para la Feria Internacional de Cochabamba [FEICOBOL]) odbył się kongres specjalny pod hasłem „Nie poddawaj się!”, w którym uczestniczyło blisko 17 000 osób z 20 krajów, m.in. z Argentyny, Brazylii, Chile, Paragwaju, Peru i Stanów Zjednoczonych. Przed kongresem na terenie kompleksu przeprowadzono generalne prace porządkowe, a podczas jego trwania Świadkowie Jehowy prezentowali wystawę przedstawiającą różnorodność lokalnej kultury. Stworzyli również muzeum rdzennej kultury boliwijskiej, które podarowali obiektom wystawowym FEICOBOL. W efekcie Świadkowie Jehowy zostali nagrodzeni przez Wydział Kultury w Cochabambie.
W listopadzie 2018 roku delegacja z Boliwii brała udział w kongresie specjalnym pod hasłem „Bądź odważny!” w Limie w Peru, a w 2019 roku w kongresach międzynarodowych pod hasłem „Miłość nigdy nie zawodzi!” w Argentynie, Ekwadorze, Południowej Afryce i Stanach Zjednoczonych.
W 2021 roku osiągnięto liczbę 29 540 głosicieli, a na uroczystości Wieczerzy Pańskiej zgromadziło się 102 489 osób.
W boliwijskim Biurze Krajowym oraz Biurach Tłumaczeń w El Alto oraz w Cochabamba grupa 31 stałych tłumaczy oraz ponad 20 innych wolontariuszy zajmuje się tłumaczeniem literatury biblijnej na język keczua (Boliwia), ajmara, chiquitano, guarani (Boliwia), guarayu, moseten, boliwijski język migowy oraz język migowy ludu Tsiname. W Biurze Oddziału pracuje ponad 100 wolontariuszy pochodzących z przeszło 15 krajów. W kraju działalność kaznodziejską prowadzi także ponad 80 misjonarzy. Głosiciele docierają również do zamieszkanych odizolowanych terenów pośród lasów tropikalnych. Organizowane są także specjalne kampanie działalności kaznodziejskiej, w których uczestniczą również głosiciele z zagranicy. W 2019 roku prowadzono przeszło 42 000 bezpłatnym kursów biblijnych, działało też prawie 7 tysięcy pionierów oraz misjonarze terenowi.
27 czerwca 2021 roku Nelvo Cavalieri, członek miejscowego Komitetu Oddziału, ogłosił w nagranym wcześniej przemówieniu wydanie w formacie cyfrowym Pisma Świętego w Przekładzie Nowego Świata w języku ajmara. W związku z pandemią COVID-19 zorganizowano specjalne zebrania w trybie wideokonferencji. Językiem tym posługuje się około 2000 głosicieli w ponad 60 zborach w Argentynie, Boliwii, Brazylii, Chile i Peru.
24 października 2021 roku Douglas Little, członek miejscowego Komitetu Oddziału, ogłosił w nagranym wcześniej przemówieniu wydanie w formacie elektronicznym Pisma Świętego w Przekładzie Nowego Świata w języku keczua używanym w Boliwii. W związku z pandemią COVID-19 zorganizowano specjalne zebrania w trybie wideokonferencji, z których skorzystało ponad 4000 osób. Językiem tym posługuje się około 3760 głosicieli w 90 zborach. W 2023 roku nadzór nad działalnością w Boliwii przejęło kolumbijskie Biuro Oddziału w mieście Facatativá. Od 1 listopada 2023 roku do 31 stycznia 2024 roku w Boliwii i Kolumbii odbyła się specjalna kampania głoszenia w 19 językach.
W maju 2025 roku w Santa Cruz odbędą się dwa kongresy specjalne pod hasłem „Prawdziwe wielbienie Boga!” z udziałem zagranicznych delegacji m.in. z Argentyny, Belgii, Chile, Dominikany, Ekwadoru, Haiti, Hiszpanii, Paragwaju, Peru, Stanów Zjednoczonych, Trynidadu i Tobago, Wenezueli i Wielkiej Brytanii.
W Boliwii funkcjonuje 171 Sal Królestwa.
Zebrania zborowe odbywają się w języku hiszpańskim, ajmara, angielskim, boliwijskim języku migowymi, chińskim, guarani (Boliwia), keczua (Boliwia), dolnoniemieckim i portugalskim. Kongresy odbywają się w językach: hiszpańskim, ajmara, angielskim, boliwijskim języku migowymi i keczua (Boliwia).